# Остерберг, Агда
Агда Остерберг (швед. Agda Österberg, полное имя Agda Elisabeth Österberg; 1891—1987) — шведская художница по текстилю и иллюстратор.

## Биография
Родилась 28 октября 1891 года в Стокгольме в семье слесаря Августа Эстерберга и его жены Агнес Амелии Ребекки, урождённой Миттаг; была вторым ребёнком из шести детей их семьи.
Отец Агды умер, когда ей было 11 лет; мать стала зарабатывать на жизнь большой семьи, управляя рестораном с одним из её соседей. С 13 лет девочка работала няней в семье военного полковника, где проявила талант к вышиванию. Когда Агде исполнилось восемнадцать лет, ей разрешили посещать школу живописи художника Калеба Алтина. Вечерами она посещала ремесленную школу Констфак. Благодаря стипендии с 1912 по 1914 год она училась там ткачеству. Карин Вестберг, директор художественной ассоциации Handarbetets vänner, заметила талант девушки и выбрала её в качестве помощника художницы по текстилю Майи Шёстрём. В 1916 году Агда Остерберг стала самостоятельным дизайнером моделей обивки, штор и ковров в Handarbetets vänner.
С 1915 по 1921 год Агда Остерберг также работала керамистом в Уппсале на фабрике S:t Eriks Lervarufabriker, где создавала предметы повседневного обихода, включая посуду. Фабрика выпускала различную продукцию из обожжённой глины и Остерберг разработала садовые урны, которые были представлены на многих шведских выставках, включая художественную галерею Liljevalchs konsthall.
В 1920 году она получила стипендию шведской ассоциации Svensk Form и Шведской торговой палаты на пять недель для обучения в Италии и Германии, в том числе в школе Баухаус в Веймаре. В 1925 году она участвовала во Всемирной выставке в Париже; в том же году она создала два ковра, которые стали частью подарка наследному принцу и наследной принцессе. В настоящее время они находятся в гостиной Густава Адольфа в замке Ульриксдаль.
В апреле 1926 года Агда Эстерберг покинула Handarbetets vänner и перешла в компанию AB Libraria, принадлежащую Совету дьяконов Шведской церкви. В 1933 году Эстерберг была назначена художественным руководителем предприятия Axevalla-Varnhem Slöjd в Варнеме — фирмы по производству ковров. Два года спустя она стала управляющей этой компанией, изменив её название на Firma Agda Österberg, а затем — на Tre Bäcker. Под её руководством фирма стала крупным производителем церковного текстиля, изготавливавшей различные предметы для церквей по всей Швеции.
Эстерберг продолжала выставлять свои работы на шведских и всемирных выставках, одна из её вышивок — Johannes uppenbarelse — была представлена на Всемирной выставке в Париже 1937 года. Также она была представлена на большом количестве выставок декоративно-прикладного искусства. В 1977—1978 годах Агда Эстерберг отказалась от активного творчества.
Умерла 30 мая 1987 года в Варнеме.
Работы Остерберг представлены в Национальном музее Швеци, в музее Вальдемарсудде и в архиве Designarkivet.